# آوفهاوزن
آوفهاوزن (به آلمانی: Aufhausen) یک شهر در آلمان است که در بایرن واقع شده‌است.

## خصوصیات
آوفهاوزن ۲۷٫۳۲ کیلومترمربع مساحت دارد ۳۹۵ متر بالاتر از سطح دریا واقع شده‌است.